# Robert de Buisseret
Robert Maurice Jean de Buisseret Steenbeque de Blarenghien (Elsene, 14 november 1863 - Schaarbeek, 18 november 1931) was een Belgisch politicus. Hij was burgemeester van Breendonk. 

## Levensloop
Hij was de zoon van Gaston de Buisseret. Hij bleef vrijgezel. Hij volgde zijn vader op als burgemeester van Breendonk en bleef dit tot aan de eerste verkiezingen na de Eerste Wereldoorlog. Hij werd toen opgevolgd door zijn rechterhand, gemeentesecretaris Albert Moortgat.
Zijn van zijn vader geërfde titel van graaf ging over op de kinderen van zijn broer Conrad.